# Color Force
Color Force je američki filmski studio osnovan 2007. godine od strane Nine Jacobson. Poznat je po izradi filmova na temelju poznatih knjiga, posebice romana američkih književnika. Tako je njihov prvi izdani film Dnevnik Wipija Kida objavljen 19. ožujka 2010. Najveći uspjeh i uzlet tvtka je postigla izradom tetralogije filmova Igre gladi, koji su nastali na trilogiji Suzanne Collins.

## Vanjske poveznice
- COlor Force na Internet Movie Database